# Простоквашин, Евдоким Степанович
}}
Евдоким Степанович Простоквашин  (ок. 1735 — 1821) — русский военачальник, генерал-лейтенант.

## Биография
Происходил из солдатских детей. 1-го января 1749 года вступил на службу нижним чином в Тобольский драгунский полк, через 4 месяца был назначен полковым писарем и в этой должности встретил начало Семилетней войны. Участвовал в сражении при Гросс-Егерсдорфе (1757).
В начале 1758 года генерал П. А. Румянцев (будущий фельдмаршал) был отправлен в окрестности Минска для переформирования конницы, сильно пострадавшей в боях с пруссаками, в числе которой находился и Тобольский драгунский полк. Здесь Румянцев обратил внимание на Простоквашина и взял его к себе канцеляристом. После этого Простоквашин сопровождал будущего фельдмаршала во всех военных действиях против пруссаков, до конца 1760 года, когда русская армия отошла обратно к Висле и было заключено перемирие. После этого Простоквашин был назначен аудитором в свой же полк (15-го октября). Когда в 1761 году снова начались военные действия, Румянцев, назначенный командиром отдельного корпуса, взял Простоквашина в свой штаб на должность секретаря (что равнялось чину капитан-поручика), и тот был при нем при осаде и взятии Кольберга и в бою при Трептове. Вскоре после окончания Семилетней войны Простоквашин поступил капитаном в Севский пехотный полк (1-го мая 1764 года), где прослужил пять лет.

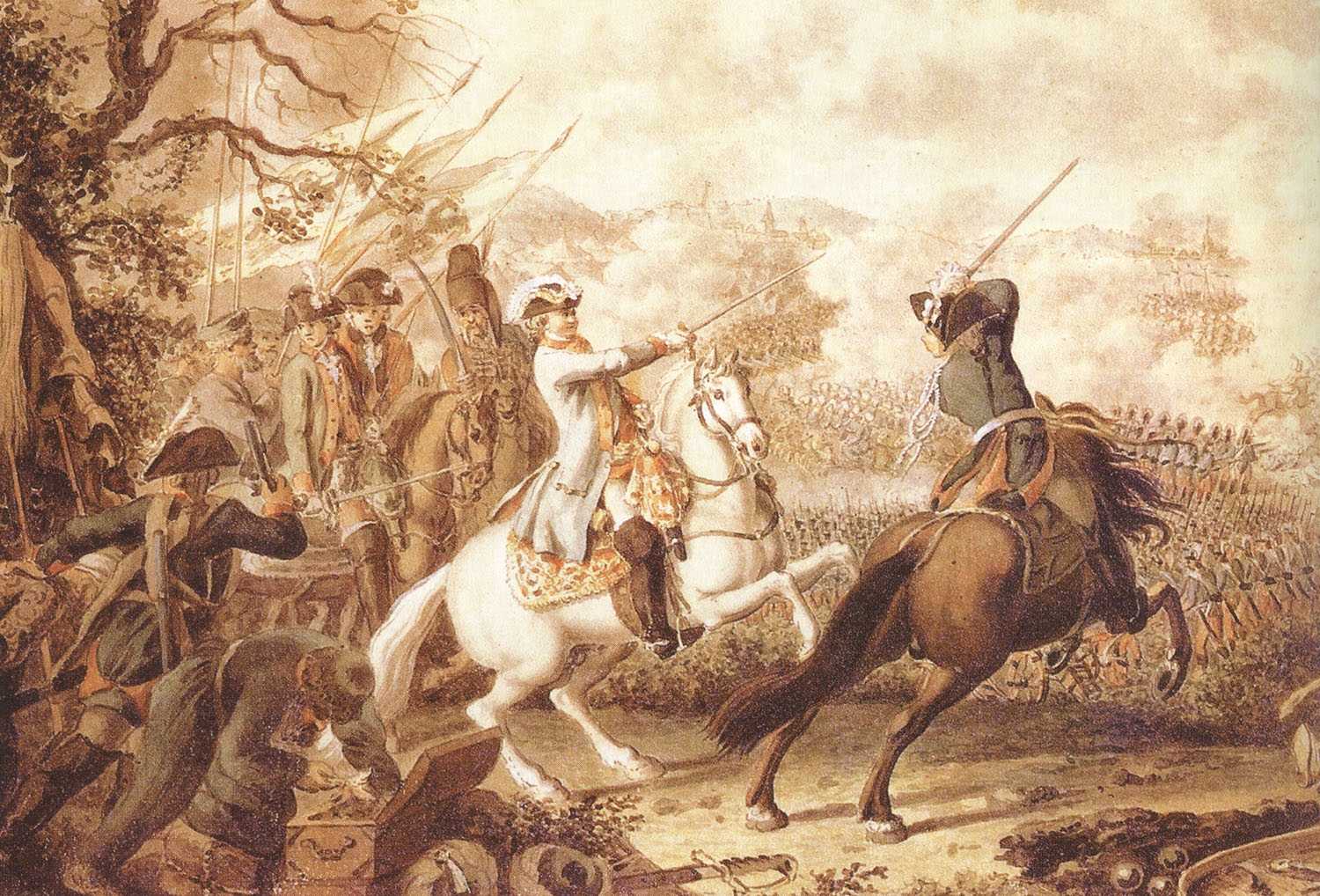
Сражение при Кагуле. Румянцев со штабом (?).

В 1769 году после того как началась война с Турцией, и Румянцев, назначенный главнокомандующим 1-й армией, перевел Простоквашина, который с 1-го января того же года служил уже в Ростовском карабинерном полку, к себе в штаб адъютантом с чином подполковника. В течение всей Русско-турецкой войны 1768—1774 годов Простоквашин заведовал одной из трех экспедиций (отделов) походной канцелярии Румянцева, причём два других отдела возглавляли Безбородко (будущий канцлер Российской империи) и Завадовский (будущий фаворит Екатерины II. Простоквашин в то время, по словам П. И. Рунича, пользовался большим расположением своего начальника, как ревностный и способный человек, а все трое начальников экспедиций вместе составляли «ближний круг» Румянцева. Простоквашин участвовал в боях при Ларге, Кагуле, Осада Силистрии, в трёх боях за Дунаем и способствовал заключению мира с Османской империей 10-го июля 1774 года.
Передавая императрице Екатерине II подписанный султаном мирный договор, и представляя ей отличившихся на войне, Румянцев особенно рекомендовал Безбородко, Завадовского и Простоквашина, которые «всегдашним своим усердием, трудами с начала войны и присутствием при нем в походах заслужили щедроты Ее Величества». Во время Турецкой кампании Безбородко сблизился с Простоквашиным и впоследствии поддерживал с ним дружеские отношения.
Вернувшись в Россию с чином полковника, Простоквашин был вскоре назначен комендантом в город Глухов, и здесь в новой должности пробыл до 1785 года, когда Высочайшим указом был определен к управлению Инспекторской Экспедицией Военной Коллегии. В 1794 году, уже будучи генерал-майором (с 22-го сентября 1786 года), Простоквашин был членом комиссии в Смоленске по делу о польских участниках восстания Костюшко и о русских военачальниках, ушедших со своего поста.
Императрица Екатерина II вплоть до своей смерти не оставляла Простоквашина своими милостями: в 1795 году дала ему чин генерал-лейтенанта (1-го января), а в следующем году пожаловала имением в Малороссии. Император Павел, вступив на престол и видя вялое течение дел в Военной Коллегии, однажды в 7 часов утра прибыл туда и не нашел никого, кроме Простоквашина; с этого времени он оказывал ему свое благоволение: в день коронации пожаловал орденом святой Анны 1-й степени, а при увольнении от службы (9-го сентября 1797 года) сохранил ему пожизненно полное жалование, правом ношения мундира и, за долговременную службу, прислал ему орден святого Александра Невского, а в 1799 году дополнительно пожаловал деревнями.
Умер Простоквашин в 1821 году в глубокой старости. Человек самого простого происхождения, он начал свою почти полувековую службу солдатом, а окончил генерал-лейтенантом, кавалером двух орденов «со звездой и лентой», помещиком и владельцем деревень.